# Kinh tế học thông tin
Kinh tế học thông tin là một nhánh của lý thuyết kinh tế vi mô nghiên cứu cách thức hệ thống thông tin và thông tin ảnh hưởng đến một nền kinh tế và các quyết định kinh tế. Thông tin có những đặc điểm đặc biệt: Nó dễ tạo ra nhưng khó tin tưởng. Nó dễ lây lan nhưng khó kiểm soát. Nó ảnh hưởng đến nhiều quyết định. Những đặc điểm đặc biệt này (so với các loại hàng hóa khác) làm cho nhiều lý thuyết kinh tế tiêu chuẩn bị phức tạp hóa.
Chủ đề của "kinh tế thông tin" được xử lý theo Tạp chí phân loại Văn học kinh tế JEL D8 – Information, Knowledge, and Uncertainty. Bài báo hiện tại phản ánh các chủ đề được bao gồm trong mã đó. Có một số lĩnh vực của kinh tế thông tin. Thông tin dưới dạng tín hiệu đã được mô tả như một loại thước đo tiêu cực của sự không chắc chắn. Nó bao gồm kiến thức đầy đủ và khoa học như trường hợp đặc biệt. Những hiểu biết đầu tiên về kinh tế thông tin liên quan đến kinh tế của hàng hóa thông tin.
Trong những thập kỷ gần đây, đã có những tiến bộ có ảnh hưởng trong nghiên cứu về sự bất cân xứng thông tin  và ý nghĩa của chúng đối với lý thuyết hợp đồng, bao gồm cả sự thất bại của thị trường là một khả năng.
Kinh tế học thông tin chính thức liên quan đến lý thuyết trò chơi là hai loại trò chơi khác nhau có thể áp dụng, bao gồm các trò chơi có thông tin hoàn hảo, thông tin đầy đủ, và thông tin không đầy đủ. Các phương pháp thử nghiệm và lý thuyết trò chơi đã được phát triển để mô hình hóa và kiểm tra các lý thuyết về kinh tế thông tin,  bao gồm các ứng dụng chính sách công tiềm năng như thiết kế cơ chế để khơi gợi chia sẻ thông tin và hành vi nâng cao phúc lợi.

## Giá trị của thông tin
Điểm khởi đầu để phân tích kinh tế là quan sát rằng thông tin có giá trị kinh tế bởi vì nó cho phép các cá nhân đưa ra lựa chọn mang lại kết quả mong đợi cao hơn hoặc tiện ích dự kiến hơn so với những lựa chọn khi không có thông tin.

## Thông tin, cơ chế giá và tổ chức
Phần lớn tài liệu về kinh tế học thông tin ban đầu được lấy cảm hứng từ cuốn " Sử dụng tri thức trong xã hội " của Friedrich Hayek về việc sử dụng cơ chế giá trong việc cho phép phân cấp thông tin để ra lệnh sử dụng hiệu quả tài nguyên. Mặc dù công việc của Hayek nhằm làm mất uy tín hiệu quả của các cơ quan kế hoạch trung ương đối với hệ thống thị trường tự do, đề xuất của ông về cơ chế giá truyền đạt thông tin về sự khan hiếm hàng hóa đã truyền cảm hứng cho Abba Lerner, Tjalling Koopmans, Leonid Hurwicz, George Stigler và những người khác để phát triển hơn nữa lĩnh vực này. kinh tế thông tin.    Bên cạnh điều phối thị trường thông qua cơ chế giá, các giao dịch cũng có thể được thực hiện trong các tổ chức. Các yêu cầu thông tin của giao dịch là yếu tố quyết định chính cho (các) cơ chế phối hợp thực tế (hỗn hợp) mà chúng ta sẽ quan sát.

## Sự bất cân xứng thông tin
Bất cân xứng thông tin có nghĩa là các bên trong tương tác có thông tin khác nhau, ví dụ một bên có nhiều thông tin hơn hoặc tốt hơn bên kia. Mong đợi phía bên kia có thông tin tốt hơn có thể dẫn đến thay đổi hành vi. Các bên ít thông tin hơn có thể cố gắng ngăn người kia lợi dụng anh ta. Sự thay đổi trong hành vi này có thể gây ra không hiệu quả. Ví dụ về vấn đề này là lựa chọn (bất lợi hoặc thuận lợi) và rủi ro đạo đức.
Một bài báo kinh điển về lựa chọn bất lợi là The Market for Lemons của George Akerlof. Có hai giải pháp chính cho vấn đề này, báo hiệu và sàng lọc.
Đối với rủi ro đạo đức, hợp đồng giữa hiệu trưởng và đại lý có thể được mô tả như một giải pháp tốt thứ hai trong đó chỉ có thể quan sát được các khoản thanh toán với sự bất cân xứng thông tin.

### Báo hiệu
Michael Spence ban đầu đề xuất ý tưởng về báo hiệu. Ông đề xuất rằng trong một tình huống có sự bất cân xứng thông tin, mọi người có thể báo hiệu loại của họ, do đó đáng tin cậy chuyển thông tin cho bên kia và giải quyết sự bất cân xứng.
Ý tưởng này ban đầu được nghiên cứu trong bối cảnh tìm kiếm một công việc. Một nhà tuyển dụng quan tâm đến việc thuê một nhân viên mới có kỹ năng học tập. Tất nhiên, tất cả các nhân viên tương lai sẽ tuyên bố là có kỹ năng học tập, nhưng chỉ họ biết nếu họ thực sự có kỹ năng này. Đây là một thông tin bất cân xứng.
Spence đề xuất rằng đi học đại học có thể hoạt động như một tín hiệu đáng tin cậy về khả năng học hỏi. Giả sử rằng những người có kỹ năng học tập có thể học xong đại học dễ dàng hơn những người không có kỹ năng, sau đó bằng cách học đại học, những người có kỹ năng báo hiệu kỹ năng của họ cho các nhà tuyển dụng tiềm năng. Điều này đúng ngay cả khi họ không học được gì ở trường, và trường học chỉ ở đó như một tín hiệu. Điều này hoạt động vì hành động mà họ thực hiện (đi học) dễ dàng hơn đối với những người sở hữu kỹ năng mà họ đang cố gắng báo hiệu (một năng lực học tập).

### Sàng lọc
Joseph E. Stiglitz đi tiên phong trong lý thuyết sàng lọc. Bằng cách này, bên thiếu hiểu biết có thể khiến bên kia tiết lộ thông tin của họ. Họ có thể cung cấp một menu các lựa chọn theo cách mà sự lựa chọn tối ưu của bên kia phụ thuộc vào thông tin cá nhân của họ. Bằng cách đưa ra một lựa chọn cụ thể, bên kia tiết lộ rằng anh ta có thông tin làm cho lựa chọn đó trở nên tối ưu. Ví dụ, một công viên giải trí muốn bán vé đắt hơn cho những khách hàng coi trọng thời gian và tiền của họ hơn những khách hàng khác. Yêu cầu khách hàng sẵn sàng trả tiền sẽ không hiệu quả - mọi người sẽ tuyên bố rằng họ sẵn sàng trả thấp hơn. Nhưng công viên có thể cung cấp một loại vé ưu tiên và một loại vé thông thường, trong đó ưu tiên cho phép không phải xếp hàng ở một số trò chơi phổ biến nhưng có giá đắt hơn. Điều này sẽ khiến khách hàng có giá trị thời gian cao hơn sẽ bỏ tiền nhiều hơn để mua vé ưu tiên và do đó tiết lộ loại tư duy của họ.